# Bengt Gustavsson (volley-ball)
Pour les articles homonymes, voir Gustavsson.
Bengt Gustavsson est un joueur de volley-ball suédois né le 15 mai 1963 à Göteborg (Comté de Västra Götaland). Il mesure 1,95 m et jouait réceptionneur-attaquant.

## Clubs
| Club                | Pays   | De        | À         |
| ------------------- | ------ | --------- | --------- |
| CUS Turin           | Italie | 1983-1984 | 1984-1985 |
| Pallavolo Parme     | Italie | 1985-1986 | 1987-1988 |
| Olympiakos Le Pirée | Grèce  | 1988-1989 | 1988-1989 |
| Sisley Trévise      | Italie | 1989-1990 | 1990-1991 |

## Palmarès
- Championnat de Grèce : 1989
- Coupe de Grèce : 1989
- Coppa Italia : 1987
- Coupe des Coupes : 1984